# Karol G
Carolina Giraldo Navarro (Medellín, 14 de febrero de 1991), conocida artísticamente como Karol G, es una cantante, compositora y empresaria colombiana. Su carrera ha destacado por emplear los estilos de reguetón y pop urbano, aunque también ha incursionado con otros estilos musicales urbanos y latinoamericanos. 
Se lanzó internacionalmente con la canción «301» junto con el cantante Reykon en 2012, posicionado en el top de varias estaciones de radios y canales de televisión, y le permitió realizar conciertos en países como Aruba, Colombia, Ecuador y Estados Unidos.
Obtuvo mayor reconocimiento en 2013, cuando lanzó la canción «Amor de dos» junto con Nicky Jamy se mudó a la ciudad de Nueva York en 2014 para aprender más sobre la industria de la música, firmando un contrato con Universal Music Latino.
Su colaboración con el cantante puertorriqueño Bad Bunny en el tema «Ahora me llama», fue el sencillo principal de su álbum debut Unstoppable en 2017, que se posicionó en el segundo puesto en la lista Top Latin Albums de Billboard. Meses más tarde, realizó un remix junto con Quavo, y le dio a la cantante su primer ingreso al top 10 de la lista Hot Latin Songs de Billboard. A finales de 2018, su canción «Secreto» se convirtió en un éxito en Latinoamérica, mientras que ella y Anuel AA confirmaron públicamente su relación en el video musical. En 2018, ganó el Premio Grammy Latino a mejor artista nuevo y ha sido nominada a otros galardones como los Billboard Latin Music Awards y los Premios Lo Nuestro.
En julio de 2019, lanzó «China» en colaboración con Daddy Yankee, Ozuna, J Balvin y Anuel AA que se convirtió en su primer video musical con más de mil millones de visitas en YouTube.[cita requerida] En mayo de 2019, lanzó su álbum Ocean, el que representó un cambio estilístico respecto a Unstoppable, presentando una atmósfera más relajada en su música. Su canción «Tusa» con Nicki Minaj también llegó a las listas internacionales y fue certificada 28 veces platino latino por la RIAA, permaneciendo en la lista Hot Latin Songs durante 25 semanas. En 2020, Karol G recibió cuatro nominaciones a los Premios Grammy Latinos.
Con su cuarto álbum, Mañana será bonito (2023), Karol G se convirtió en la primera mujer en debutar en el número uno de la lista Billboard 200 con un álbum en español. Además, logró su primer entrada en el top 10 del Billboard Hot 100 —la lista más importante de Estados Unidos— con el sencillo «TQG», una colaboración con su compatriota Shakira. En los Premios Grammy Latinos 2023, «TQG» ganó el Grammy latino a mejor canción urbana. Karol G también logró hacerse con el Grammy latino a mejor álbum del año y mejor álbum urbano por Mañana será bonito. En la 66.ª edición de los premios Grammy, Karol G se convirtió en la primera artista femenina en ganar en la categoría mejor álbum de música urbana.
En 2023 la artista firma con la discográfica Interscope Records, convirtiéndose en dueña de todas sus grabaciones. Bajo este acuerdo, las canciones largadas por la artista son lanzadas bajo el sello Bichota Records y distribuidas por Interscope.
En 2024, Karol G concluyó su gira Mañana Será Bonito, convirtiéndose en la gira latinoamericana femenina más lucrativa en la historia, recaudando 313,3 millones de dólares y vendiendo 2,3 millones de entradas con 62 shows reportados. Su sencillo «Si antes te hubiera conocido» ha supuesto un éxito durante 2024 por su frescura y alegría.

## Biografía
Carolina Giraldo Navarro nació el 14 de febrero de 1991 en Medellín, Colombia, hija del también músico Guillermo Giraldo y de Martha Navarro. Desde temprana edad tuvo interés por la música. Estudió en el colegio Calasanz Femenino. En 2007 audicionó en el reality show Factor Xy a pesar de no ser seleccionada, obtuvo su primer contrato discográfico con Flamingo Records (Colombia) & Diamond Music (Puerto Rico) y eligió Karol G como su nombre artístico. En su primer año fue invitada por DJ Kio a ser telonera de los conciertos de Don Omar en la ciudad de Cartagena. En una ocasión J Balvin se presentó en la fiesta de quince años de una prima suya, y cantó una canción con él. Estudió música en la Universidad de Antioquia, y mercadotecnia en Nueva York durante tres meses.

## Carrera musical

### 2007-2012: Inicios
A pesar de tener su primer éxito en 2012, Karol G ya había lanzado su primer sencillo en 2007 llamado «En la playa» bajo el sello Diamond Music, el cual tuvo un video musical. Fue invitada por DJ Kio a abrir los conciertos de Daddy Yankee en su gira por Colombia, que se dio durante finales de 2007. En 2008, lanzaría su segundo sencillo titulado «Por ti» con un video musical acompañado. Durante 2009, lanzó más sencillos como «Dime que si», «Así es el amor» y «Me ilusioné», pero sin éxito alguno.
Lanzó la canción «Mil maneras» junto a Alexander DJ en 2010 y empezó a trabajar como corista para Reykon y posteriormente lanzaron dos temas en conjunto, uno de ellos fue «Tu juguete» que se lanzó en 2011, y en 2012 realizó el sencillo «301» junto con él, ganando gran notoriedad internacional con este último. Renunció a trabajar con Reykon para enfocarse en su proyecto como solista. Poco después, viajó a Miami para reunirse con Universal Records, que se negaron a ficharla por no confiar en el posible éxito de una mujer en el género del reguetón.

### 2013-2016: Reconocimiento e impulso musical

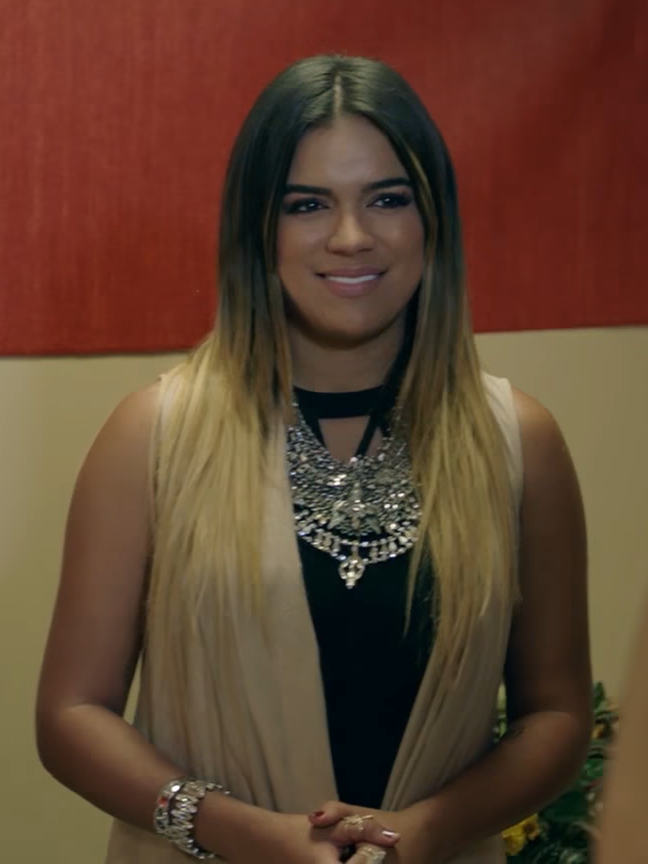
Karol G en 2016,

En respuesta a la decisión de Universal Music, ella y su padre decidieron promover su carrera de forma independiente realizando numerosas giras por Colombia en universidades, clubes y festivales. Karol G recordó: «Siempre dije que si hubiéramos ganado dinero por millas, seríamos millonarios. Fue un proceso largo [...] y gracias a eso, realmente puedo disfrutar lo que está pasando ahora». El aumento de la publicidad a través de estas giras la llevó a colaborar en 2013 con Nicky Jam en la canción «Amor de dos». Sin embargo, al darse cuenta de que su carrera no estaba progresando lo suficiente, Karol G se mudó a Nueva York en 2014. Alentada por un anuncio en el metro, tomó clases de administración de empresas musicales, lo que la ayudó a aprender sobre la industria y la motivó a avanzar en su carrera. Su canción dancehall de 2014 «Ricos besos» se convirtió en un éxito en Colombia. Ese mismo año, lanzó la canción «Mañana» con Andy Rivera. Al año siguiente, lanzó una nueva versión de la canción «Mil horas» de Los Abuelos de la Nada llamada «Ya no te creo». «Ricos besos» y «Ya no te creo» alcanzaron el top en Colombia, y fue entonces cuando la discográfica Universal Music Latino firmó con ella en 2016, tras ello lanzó el sencillo «Casi nada» en Estados Unidos, y recibió una nominación a los Premios Heat Latin Music Awards de 2016. Durante el año, obtuvo mayor reconocimiento musical, y lanzó diferentes sencillos. El sencillo «Casi nada» alcanzó el puesto 33 de Hot Latin Songs, y su sencillo «Hello» con la entonces estrella en ascenso Ozuna el puesto 39. En «Hello», ella mostró un lado más atrevido, y comentó que «cuenta con un toque extra de sensualidad». También tuvo colaboraciones con Sebastián Yatra en «Lo que siento por ti» y Daddy Yankee en «Código de amor».

### 2017-2018: Éxito internacional, «Ahora me llama», «Culpables» yUnstoppable
En enero de 2017, Karol G se unió al programa de telerrealidad Pequeños Gigantes de Estados Unidos como juez y ofreció consejos a los niños de 6 a 11 años que actúan en el programa. En febrero lanzó la canción «A Ella», una canción inspirada en hechos de la vida real. En mayo, su colaboración con el artista de trap puertorriqueño Bad Bunny, «Ahora me llama», se convirtió en su gran éxito. El video obtuvo más de 756 millones de visitas en YouTube y alcanzó el número 10 en la lista Hot Latin Songs de Billboard. La canción fue descrita por Marty Preciado de NPR como un «himno trap sin disculpas y con graves pesados al poder de la feminidad, manchado de charles y subgraves pesados [que] desafía la masculinidad hegemónica, cantando sobre el respeto, el amor y el sexo. decisiones positivas». Según Ecleen Luzmila Caraballo de Rolling Stone, «fue entonces cuando Giraldo se unió a la ola pop urbana cada vez más global y se estableció como uno de sus actos más destacados». «Ahora me llama» fue incluida en «Alt.Latino's Favourites: The Songs Of 2017» como una de las mejores canciones latinas de 2017.
«Ahora me llama» sirvió como el sencillo principal (y un remix que hizo con la canción con Bad Bunny) para su álbum de estudio debut, Unstoppable, que anunció en un concierto de J Balvin en Argentina en octubre de 2017. Según ella, la realización del álbum duró cuatro años. El disco contuvo mezclas de reguetón y trap con melodías de pop, y trató sobre la realidad de la mujer y la juventud. Aunque contenía las tres pistas antes mencionadas, que se lanzó en octubre de 2017 y debutó en el puesto 192 de la lista Billboard 200 de Estados Unidos, en el número dos en las listas Top Latin Albums y Latin Rhythm Albums de Billboard, con 3000 copias vendidas en su primera semana. Se convirtió en el álbum debut de una mujer más alto en las listas en tres años, desde Chiquis Rivera en 2015 con Ahora. Thom Jurek de AllMusic llamó a Unstoppable «la primera entrada sólida de una mujer en el movimiento trap latino».
En marzo de 2018, la cantante lanzó el video musical inspirado en la jungla para su sencillo «Pineapple», producido por ella misma y Alejandro «Sky» Ramírez y grabado en Medellín y en el salto del Tequendama. En ese mismo mes, fue anunciada como finalista de los Billboard Latin Music Awards como la mejor artista femenina del año y Top Latin Albums Artista del Año, Femenina por Unstoppable. Más tarde, lanzó el sencillo «Tu pum pum» con colaboración de Shaggy, El Capitaan y Sekuence. En abril, participó en el sencillo de la cantante argentina Tini «Princesa», producido por Mauricio Rengifo y Andrés Torres. En mayo, lanzó «Mi cama», que se convirtió en un éxito comercial. A esto le siguió «Culpables», con el rapero puertorriqueño Anuel AA. «Culpables» alcanzó el puesto número ocho en Hot Latin Songs de Billboard, mientras que el remix de «Mi cama» con J Balvin y Nicky Jam alcanzó el puesto número seis en la misma lista. Para promocionar Unstoppable, realizó su primera gira musical, Unstoppable Tour, ofreciendo conciertos en toda América. El 2 de noviembre, lanzó el sencillo «Créeme» junto con Maluma.

### 2019-2021:Oceany KG0516

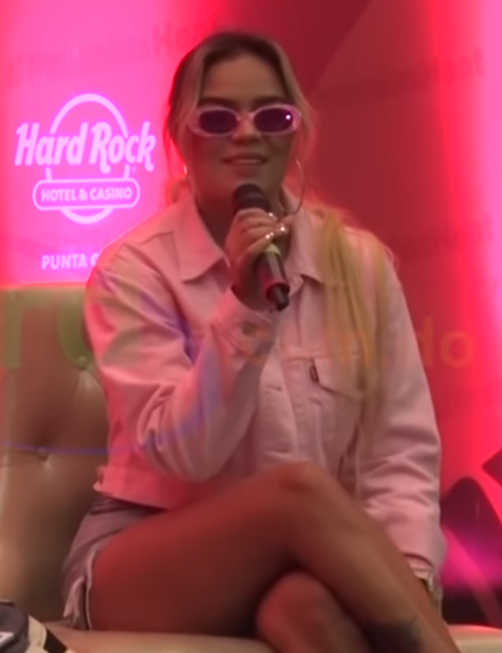
Karol G en 2019.

En enero de 2019, la cantante lanzó el sencillo «Secreto» con el rapero puertorriqueño Anuel AA, confirmando la relación romántica entre los dos artistas en el video musical que acompaña a la canción. El sencillo alcanzó el número 68 en el Billboard Hot 100 y el número cinco en las listas de Hot Latin Songs de Estados Unidos. La canción se inspiró en el período en que Anuel AA y Karol G estaban saliendo pero aún no habían hablado públicamente de su relación. La estética de «pareja poderosa» del video generó comparaciones con Beyoncé y Jay-Z, así como con Jennifer Lopez y Marc Anthony. Lanzó el álbum Ocean el 3 de mayo de 2019, bajo la producción de los productores Ovy On The Drums, Andrés Torres y Mauricio Rengifo. El álbum se inspiró en un momento de relajación que experimentó en la playa de la isla española de Tenerife, y viajó a las playas de las Islas Turcas y Caicos y San Martín para inspirarse aún más para el álbum. El disco, que fue previamente promocionado con los sencillos «Pineapple», «Mi cama», «Culpables» y «Créeme», debutó en el puesto 54 del Billboard 200 de Estados Unidos y en el puesto dos de Top Latin Albums. Elias Leight de Rolling Stone revisó el álbum afirmando: «El poder de Ocean se ve algo disminuido porque un tercio de estas canciones ya están disponibles», pero opinó que «las pistas restantes son impresionantemente variadas».
En julio de 2019, Karol G colaboró con Anuel AA, Daddy Yankee, Ozuna y J Balvin en la canción «China». La canción muestra en gran medida el sencillo de Shaggy de 2000, «It Wasn't Me». «China» debutó en el número dos en la lista Hot Latin Songs de Billboard en la edición del 3 de agosto de 2019, y encabezó las listas Latin Digital Songs y Latin Streaming Songs con 1000 descargas vendidas y 14,1 millones de reproducciones. «China» fue incluida en la lista de Rolling Stone de los 10 mejores videos de música latina de julio. Karol G estrenó la canción en la televisión estadounidense en The Tonight Show Starring Jimmy Fallon el 10 de enero de 2020. La canción alcanzó el número uno en la lista Hot Latin Songs deBillboard el 23 de noviembre de 2019 y permaneció en la lista durante 25 semanas.
Karol G lanzó «Tusa», el primer sencillo de su álbum KG0516, el 7 de noviembre de 2019. «Tusa», una canción de reguetón con Nicki Minaj, se convirtió en un éxito comercial, alcanzando el número uno en la lista de Hot Latin Songs de Billboard el 23 de noviembre de 2019 y permaneció en la lista durante 25 semanas. Fue nominada a Grabación del año y Canción del año en la 21.ª entrega anual de los Premios Grammy Latinos.
En abril de 2020, Karol G lanzó el sencillo y el video de «Follow» con Anuel AA, grabando todo mientras estaba en cuarentena en Miami debido a la pandemia de COVID-19. También colaboró con los Jonas Brothers en la «coqueta» canción «X», que apareció por primera vez en los créditos finales del documental del grupo, Happiness Continues. Karol G y los Jonas Brothers filmaron el video musical que acompaña a la canción en sus iPhones, utilizando las imágenes combinadas como una «manera inteligente de sortear el desafío obvio de tratar de filmar un video musical durante la crisis de COVID-19». En julio de ese año, lanzó el sencillo y el video de «Ay, Dios mío!».
En octubre, se lanzó «Bichota» como el sencillo principal oficial del álbum, haciéndose viral. El sencillo, escrito por ella junto a Ovy On The Drums, alcanzó la posición máxima en la lista Argentina Hot 100 en diciembre de 2020 y entró en el top 10 de Billboard Global 200. Se lanzaron dos vídeos musicales. El primero dirigido por Colin Tilley, fue publicado en YouTube el 23 de octubre de 2020. El segundo se publicó en Facebook el 12 de noviembre del mismo año. Realizó performances de la canción en importantes ceremonias de premiación como los MTV Europe Music Awards 2020 y los Billboard Music Awards 2021.
En febrero de 2021 lanzó «Location» junto a Anuel AA y J Balvin con un videoclip adjunto. La canción, producida por Ovy on the Drums, debutó en la sexta posición de la lista Hot Latin Songs de Billboard. El 17 de marzo de 2021, Karol G anunció el lanzamiento de su próximo álbum, así como la fecha de lanzamiento y la portada a través de un video de medio minuto. La lista de canciones se anunció el 22 de marzo y el 26 de marzo se lanzó el álbum KG0516. Cuenta con colaboraciones de J Balvin, Anuel AA, Wisin & Yandel, Camilo, Nicky Jam, Ozuna entre otros artistas. El disco tiene 16 canciones. KG0516 se posicionó en el primer lugar de la lista de los 10 discos que debutaron esa semana a nivel global en Spotify.
En octubre de 2021, Karol G se asoció con Smirnoff para su campaña «Sabor for the People». Como parte del trato, Smirnoff presentó su Bichota Tour. El 14 de febrero de 2022, Karol G y Crocs anunciaron una asociación al presentar dos modelos nuevos de calzado.

### 2021-2024:Mañana será bonito
Karol G lanzó «Sejodioto» (estilizado en mayúsculas), el 21 de septiembre de 2021. «Sejodioto», una canción de reguetón, se convirtió en un éxito comercial y finalmente fue nominada a Grabación del año y Canción del año.
En abril de 2022, se lanzó «Provenza» como el sencillo principal del álbum y se volvió viral en línea.
En agosto de 2022, Karol G lanzó «Gatúbela» junto a Maldy de Plan B. La canción, cuyo título hace referencia al personaje ficticio homónimo, presenta un ritmo característico del reguetón de la vieja escuela de los años 2000, con un ritmo dembow. Su video musical se inspira en las películas de terror y es el primero en mostrar el cabello teñido de rojo de Karol G. En un tiempo ese videoclip no estaba disponible en algunos países, por violar los Lineamientos de la Comunidad de YouTube, ya que en el final del video musical, se podía ver a la artista huyendo de algún maligno y después aparece semidesnuda y cubierta de sangre (se usó pintura roja para simular eso). En YouTube nunca se permitió el contenido violento.
El 13 de noviembre de 2022, lanzó «Cairo», junto a Ovy on the Drums. El título es referencia a la capital de Egipto. El videoclip fue filmado en Egipto. El 2 de febrero de 2023, se lanzó «X si volvemos» (pronunciado «Por si volvemos») junto al cantante de bachata Romeo Santos, acompañado de un visualizer.
El 19 de febrero de 2023, Karol G estuvo entre los artistas principales del famoso Festival Internacional de la Canción de Viña del Mar en Viña del Mar/Valparaíso, Chile, donde realizó un espectáculo transmitido en vivo para más de 15.000 fanáticos.
El 24 de febrero de 2023, la artista lanzó el álbum Mañana será bonito, un disco principalmente de reguetón, el cual consta de diecisiete pistas (seis sencillos). Ese mismo día también lanzó el sencillo «TQG» («Te quedó grande») junto a Shakira, el cual se convirtió en su primera canción en alcanzar la cima de la lista Billboard Global 200.
Previamente, «Mientras me curo del cora» fue una canción del álbum, pero la artista lanzó como sencillo el 7 de marzo de 2023, acompañado con un video musical grabado en Hawái.
Para promover el lanzamiento del álbum, Karol G actuó como invitada musical en Saturday Night Live el 15 de abril de 2023, y también hizo un cameo en un sketch cómico sobre la clase de español de una escuela secundaria estadounidense.
En junio de 2023, Karol G firmó con Interscope Records.
El 2 de junio de 2023 Karol G lanzó «Watati», sencillo promocional de Barbie: The Album que contó con la participación del artista de reguetón panameño Aldo Ranks. El vídeo musical fue lanzado el 15 de junio.
Karol G lanzó una canción llamada «S91» el 13 de julio de 2023, junto con su video musical dirigido por Pedro Artola.
El 11 de agosto de 2023 Karol G lanzó un mixtape complementario de Mañana Será Bonito, llamado Mañana será bonito (Bichota Season). Incluye el sencillo principal «S91» y un segundo sencillo titulado «Mi ex tenía razón» lanzado el mismo día que su mixtape principal. El álbum incluye colaboraciones con Peso Pluma, Kali Uchis y Tiësto, entre otros. El 15 de febrero de 2024, se lanzó "Contigo" en colaboración con Tiësto. En agosto de 2024 se lanzó una versión de "Vivo Por ella" un dueto con Andrea Bocelli. En verano del 2024 logró actuar cuatro días consecutivos en el estadio Santiago Bernabéu de Madrid, vendiendo todas las entradas disponibles.
Karol G se presentó en Coachella en 2024, ofreciendo un espectáculo memorable que incluía un homenaje a la música latina. En 2022, vistió los colores de la bandera colombiana y realizó un medley de éxitos de Shakira, Selena Quintanilla, Celia Cruz, Ricky Martin, Daddy Yankee y otros, lo que la convirtió en tendencia en redes sociales con el hashtag #Bichotella.

## Arte

### Estilo musical
La música de Karol G ha sido descrita como predominantemente reguetón y trap latino. Sin embargo, ha experimentado con una variedad de otros géneros en su trabajo. Su álbum Ocean presenta una amplia gama de experimentación estilística. Colaboró con el dúo brasileño Simone & Simaria en la canción español/portuguesa «La Vida Continuó», que contiene influencias del género sertanejo. Karol G cita el atractivo mundial de las cantantes Beyoncé, Selena y Shakira como las principales influencias en su trabajo y el nivel de reconocimiento mundial que espera alcanzar. Karol G tiene un tatuaje de su propio rostro junto con los de Rihanna y Selena en su antebrazo derecho. Otras influencias incluyen a Rosalía, Backstreet Boys, Christina Aguilera, Ivy Queen, Anahí, Thalía, Spice Girls, Jerry Rivera, Bee Gees y Red Hot Chili Peppers.

### Imagen pública
Ecleen Luzmila Caraballo de Rolling Stone describe el estilo de vestir de Karol G como «femenino y sexy, pero deportivo y marimacho, pero nunca [cursi]». Gary Suárez de Vice señala que en sus videos musicales, «exuda una positividad sexual que refleja una poderosa imagen de diva al frente y al centro, en lugar de los tropos atractivos para la vista que se encuentran a menudo en las imágenes urbanas». Karol G tiene una gran cantidad de seguidores LGBT, y la cantante expresó su admiración por sus aficionados homosexuales al explicar: «Me encanta la gente que puede salir al mundo y no tener miedo [...] Eso es algo que admiro mucho de esa comunidad. Tienen una energía hermosa». Se negó a grabar «Sin pijama» con Becky G, que se convertiría en una colaboración con Natti Natasha y sería un éxito, debido a una letra sobre fumar marihuana en la canción. Karol G, que no fuma marihuana, afirmó que la canción no representaba su verdadero estilo de vida. Para su álbum Ocean, Karol G se alejó de la imagen pulida de la portada del álbum Unstoppable, y la artista explicó: «Hice la imagen sin maquillaje, súper natural. Porque esa es la forma en que quiero que la gente escuche mi música ahora».
En 2020, el tuit de Karol G sobre el color «perfecto» de su perro y lo citó como un ejemplo de que el blanco y el negro lucen hermosos juntos generó controversia. Más tarde admitió haber actuado de «una manera ignorante» en un momento en que Black Lives Matter se había apoderado de Estados Unidos en 2020. Karol G también admitió haber «perdido muchas oportunidades» en su entrevista con The Guardian.
En abril de 2024, el equipo de futbol Barcelona FC anunció que portará el logotipo de Karol G en su camiseta oficial en un partido.

## Vida personal
A finales de 2017, fue pareja del compositor colombiano Bull Nene.
En agosto de 2018, conoció al cantante puertorriqueño Anuel AA, en el set del video musical de su canción «Culpables», un mes después de su liberación de prisión. En enero de 2019, la pareja confirmó su relación. El 25 de abril de 2019, llegó a los Premios Billboard de la Música Latina con un anillo de bodas de diamantes, confirmando el compromiso de la pareja. En abril de 2021, hizo oficial el fin de su relación con Anuel AA.
En junio de 2023, se confirmó su relación con el cantante y compositor colombiano Feid.

## Discografía

### Álbumes de estudio
- 2017: Unstoppable
- 2019: Ocean
- 2021: KG0516
- 2023: Mañana será bonito
- 2025: Tropicoqueta

### Mixtapes
- 2013: Super Single
- 2023: Mañana será bonito (Bichota Season)

## Filmografía

### Series web
| Año  | Título   | Rol   | Difusión | Ref.    |
| ---- | -------- | ----- | -------- | ------- |
| 2024 | Griselda | Carla | Netflix  | [ 119 ] |

### Documentales
- Karol G: Mañana fue muy bonito (Netflix, 2025)

## Giras musicales
- 2017: Girl Power Tour[120]
- 2017-2018: Unstoppable Tour[121]
- 2019: Culpables Tour (con Anuel AA)[122]
- 2019-2020: Ocean Tour[123]
- 2021-2022: Bichota Tour
- 2022: Strip Love Tour
- 2023-2024: Mañana Será Bonito World Tour
- 2025: [Album Tropicoqueta]

## Premios y nominaciones
Karol G ha recibido varios premios y nominaciones, incluidos tres premios Grammy Latinos, dos premios Billboard Music Awards, dos MTV Europe Music Awards, un American Music Award, diez premios Lo Nuestro, y recibió su primer Grammy por parte Records Academy en 2024 al mejor album del año, entre otros. Karol G fue la primera latina en ganar Mujer Del Año y representar la música latina como reguetón y salsa.